# 宇治市立広野中学校
宇治市立広野中学校（うじしりつ ひろのちゅうがっこう）は、京都府宇治市広野町にある公立中学校。略称「広中」。

## 概要
1984年に宇治市立宇治中学校、宇治市立南宇治中学校、宇治市立西宇治中学校の3校から分離して開校した。宇治市教育委員会によって、小中一貫教育の取り組み（宇治ひろの学園）が行われている。他の市立中学校同様に、学校給食は実施されていない。

## 沿革
- 1984年 4月 - 開校
- 1986年 2月 - 校舎を増築
- 1993年 1月 - 柔剣道場竣工
- 2008年 8月 - AEDを設置

## 部活動
体育系
- 陸上競技部
- 野球部
- ソフトボール部
- サッカー部
- 男子ソフトテニス部
- 女子ソフトテニス部
- バドミントン部
- 男子バスケットボール部
- 女子バスケットボール部
- 男子バレーボール部
- 女子バレーボール部
- 卓球部
- 剣道部

文化系
- 吹奏楽部
- 美術部
- 科学部
- 家庭科部

## 通学区域
- 宇治市立大久保小学校（全域）
- 宇治市立大開小学校（全域）

## 周辺施設
- 宇治市植物公園
- 宇治市立大開小学校

## 交通
- 近鉄京都線 大久保駅下車
- JR奈良線 新田駅下車

## 通学区域が隣接している学校
- 宇治市立宇治中学校
- 宇治市立西宇治中学校
- 宇治市立南宇治中学校
- 城陽市立北城陽中学校
- 城陽市立東城陽中学校
- 城陽市立城陽中学校

## 主な卒業生
- 島田麻央（フィギュアスケート選手）